# Hlebowiczowie herbu Leliwa
Hlebowiczowie herbu Leliwa – polsko-litewski ród szlachecki, jeden z najpotężniejszych rodów magnackich. Rodzina ta miała w swoich szeregach w XVI – XVII w. m.in. ośmiu wojewodów, kanclerza wielkiego i podskarbiego litewskiego.
Wzmianki o Hlebowiczach pojawiają się w „Potopie” (tom I i III) Henryka Sienkiewicza.
W polskim życiu publicznym do dziś pojawiają się potomkowie Hlebowiczów.

## Znani członkowie rodu
- Hleb (XV w.) – protoplasta rodu Hlebowiczów, wojewoda smoleński.
- Stanisław Hlebowicz (zm. 1513) – wojewoda połocki, marszałek hospodarski.
- Mikołaj Hlebowicz (zm. 1514) – starosta drohicki i słonimski, zginął podczas oblężenia Smoleńska.
- Jerzy Hlebowicz (zm. 1520) – wojewoda smoleński.
- Jan Juriewicz Hlebowicz (1480–1549) – wojewoda wileński (od 1542), kanclerz wielki litewski (od 1546).
- Jan Janowicz Hlebowicz – wojewoda trocki, podskarbi wielki litewski,
- Mikołaj Hlebowicz (zm. 1632) -  kasztelan wileński, wojewoda smoleński,
- Jan Samuel Hlebowicz (zm. 1633) – stolnik wielki litewski, poseł na sejm.
- Jerzy Karol Hlebowicz (zm. 1669) – wojewoda wileński.